# Перемога (Калинівська селищна громада)
Перемо́га — село в Україні, у Калинівській селищній громаді Броварського району Київської області. Населення становить 450 осіб.

## Історія
Попередня назва - Зазим'є.

## Населення

### Мова
Розподіл населення за рідною мовою за даними перепису 2001 року:
| Мова       | Кількість | Відсоток |
| ---------- | --------- | -------- |
| українська | 194       | 91.08%   |
| російська  | 19        | 8.92%    |
| Усього     | 213       | 100%     |

## Котеджне містечко
В селі розташоване котеджне містечко «Viva Village Town», в якому є елітна нерухомість, в тому числі народного депутата Андрія Клочка..